# JAM (émission de télévision)
Pour les articles homonymes, voir Jam.
JAM est une émission de télévision canadienne en cinquante épisodes de 45 minutes animée par l'humoriste Patrick Groulx, produite par le Groupe Fair-Play, et diffusée du 17 septembre 2012 au 27 novembre 2016 sur la chaîne ontarienne TFO. Elle met en vedette sept auteurs-compositeurs-interprètes franco-ontariens âgés de 15 à 24 ans.

## Description

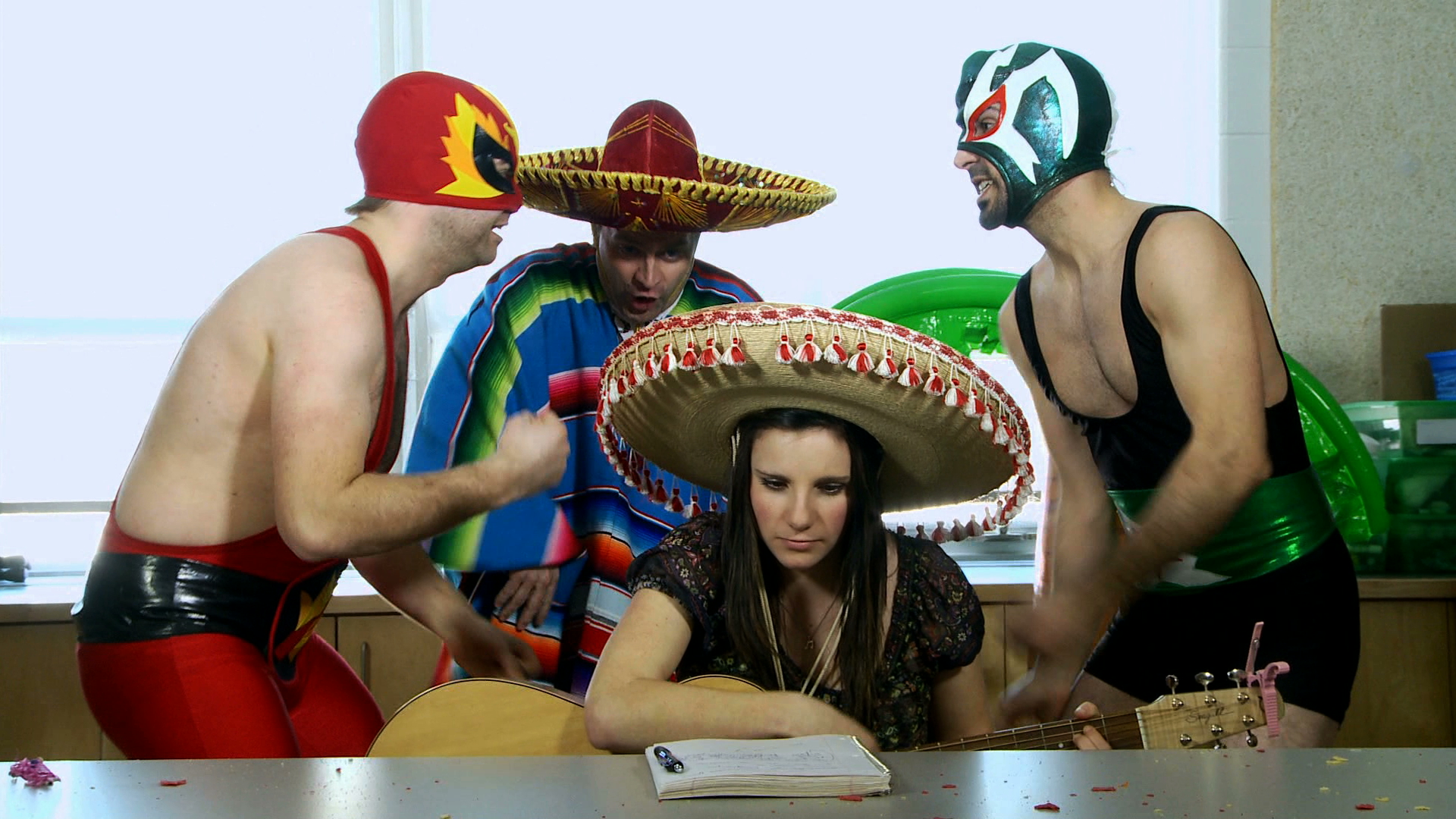
Défi de Vanessa Thibodeau (Dubreuilville, Ontario) : écrire une chanson en cinq minutes sans être déconcentrée par les lutteurs.

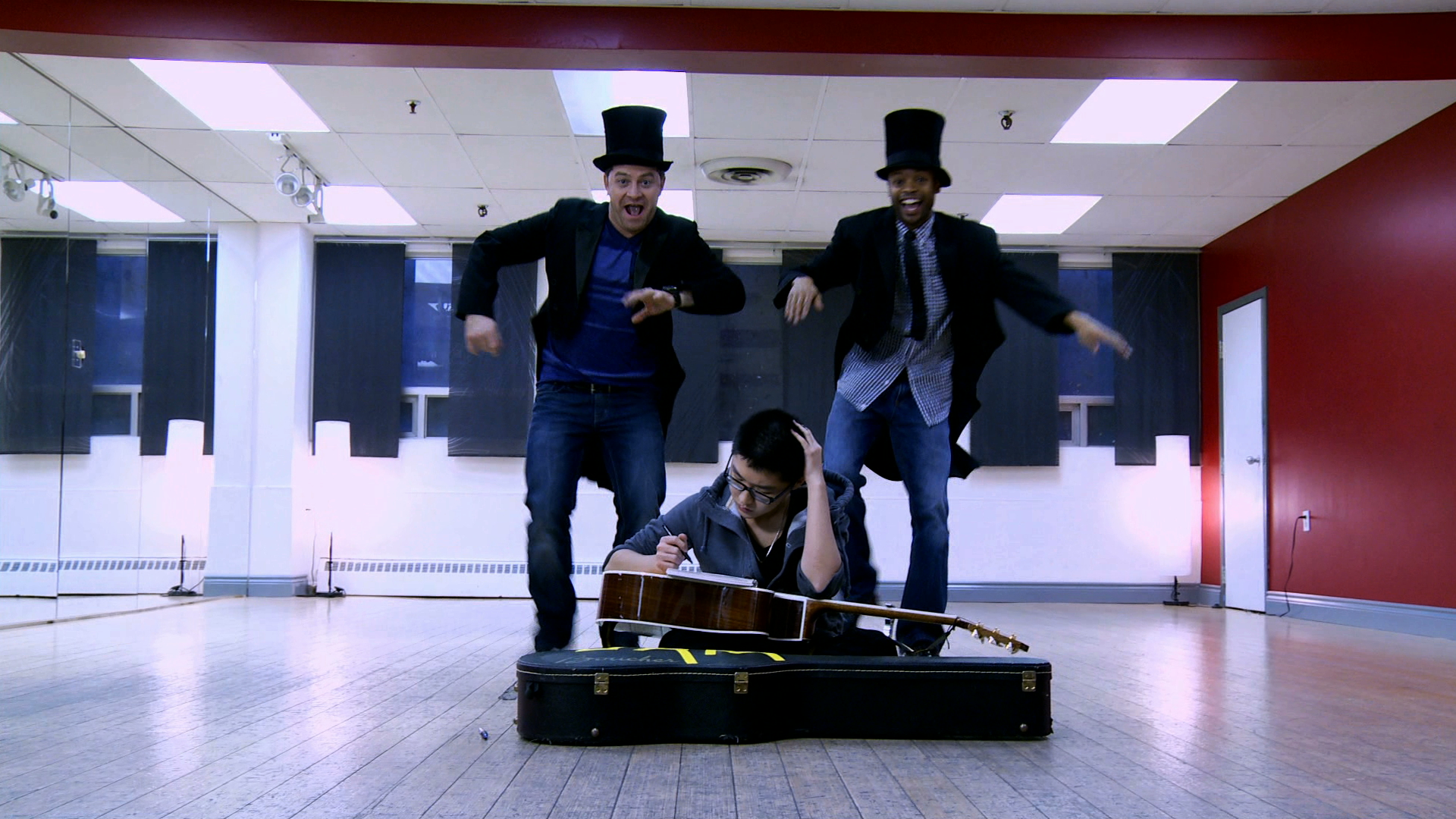
Défi de James Zhao (Toronto, Ontario) : écrire une chanson en cinq minutes sans être déconcentré. Derrière, l'animateur Patrick Groulx et un participant, Yaovi Hoyi (Ottawa).

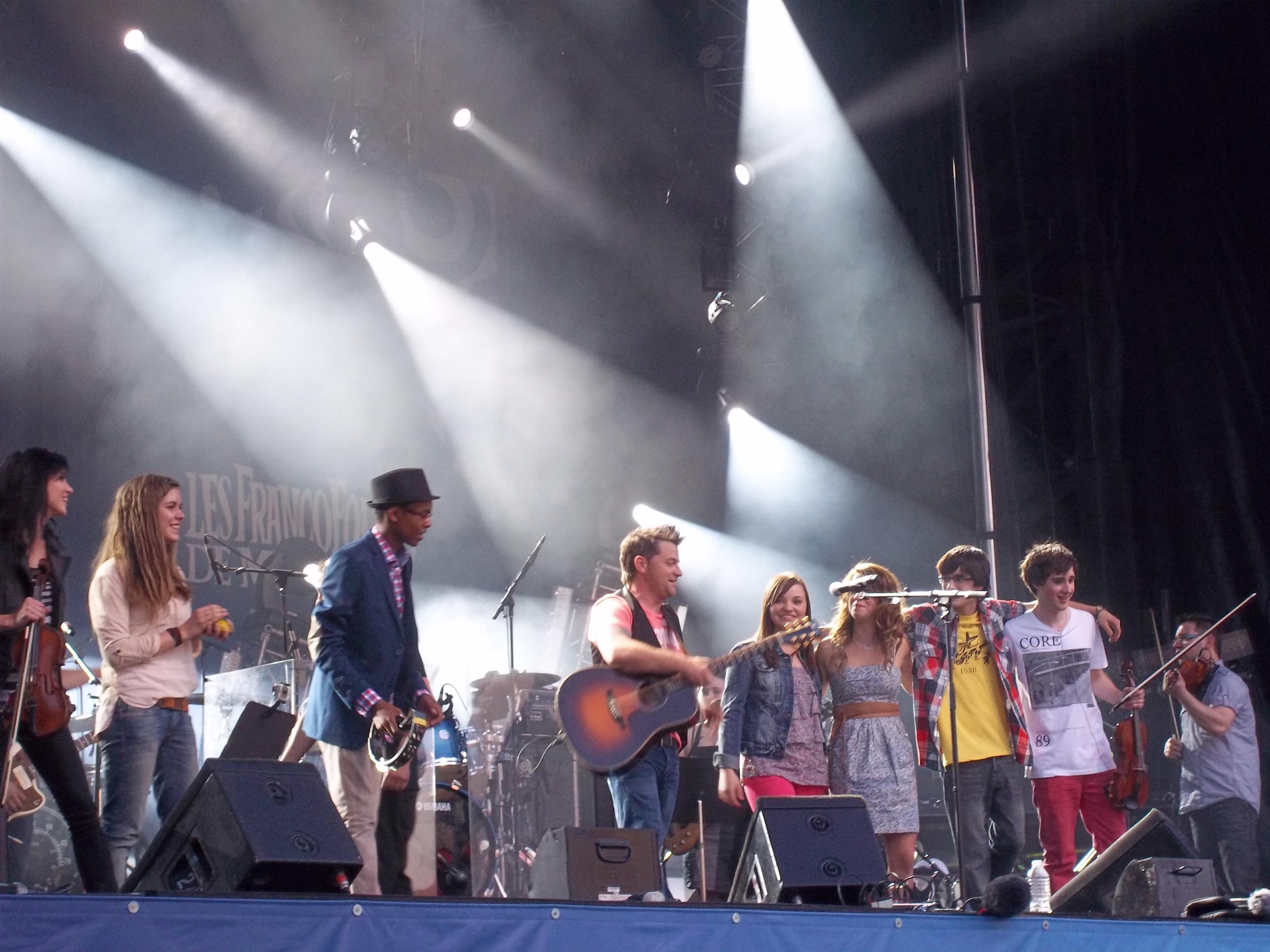
Patrick Groulx et les sept participants de l'émission JAM au Francofolies de Montréal. 10 juin 2012.

L'objectif de l'émission est de mener, au fil des épisodes, sept jeunes artistes émergents aux Francofolies de Montréal, où ils donneront un spectacle sur la plus grande scène francophone en Amérique du Nord.
Le format est une série de dix épisodes par saison, un épisode consacré à chacun des artistes et les trois derniers sont tournées dans les coulisses lors des Francofolies de Montréal. Le ton de l'émission est humoristique et l'animateur Patrick Groulx lance des défis aux participants tels qu'écrire une chanson en cinq minutes, chanter une composition dans des lieux et situations loufoques, s'inviter dans un studio de radio sans que l'animateur soit averti, etc. Au terme de la saison, les sept participants ont trois jours pour monter ensemble un spectacle aux Francofolies de Montréal, sous la direction artistique d'Edgar Bori et la participation d'un groupe en résidence, Pat Groulx et les Bas Blancs,.
L’émission est reconduite pour une troisième saison consécutive avec les jeunes musiciens émergents Anika-France Forget, Céleste Lévis, Jade Bernier, Mariam Mishriki, Max Nolet, Erika Lamon et Patrick Godin.

## Liste des participants

### Saison 1
- Gabrielle Goulet, Bourget.
- Stéphanie Aubertin, Sturgeon Falls.
- Anne Berniquez, Saint-Isidore.
- Sarah Cruzoë, Orléans.
- William Lamoureux, Gatineau.
- Akeem Ouellet, Mattawa.
- Philippe St-Arnaud, Cornwall.

### Saison 2
- James Zhao, Toronto.
- Vanessa Thibodeau, Dubreuilville.
- Raymond Piette, Hearst.
- Venessa Lachance, Hearst.
- Victoria Powell, Ottawa
- Yaovi Hoyi, Ottawa.
- Philippe Brown et Michel Campeau, Ottawa.

### Saison 3
- Céleste Lévis, Timmins.
- Erika Lamon, Elizabethtown-Kitley.
- Jade Bernier, Angus.
- Mariam Mishriki, Toronto.
- Patrick Godin, Sudbury.
- Maxime Nolet, Ottawa.
- Anika-France Forget, Ottawa.